# Зяньковецька сільська рада (Деражнянський район)
Зянькове́цька сільська́ ра́да — адміністративно-територіальна одиниця та орган місцевого самоврядування в Деражнянському районі Хмельницької області. Адміністративний центр — село Зяньківці.

## Загальні відомості
Зяньковецька сільська рада утворена в квітні 1944 року.
- Територія ради: 26,186 км²
- Населення ради: 902 особи (станом на 2001 рік)

## Населені пункти
Сільській раді були підпорядковані населені пункти:
- с. Зяньківці
- с. Бомкове

## Склад ради
Рада складалася з 14 депутатів та голови.
- Голова ради: П'ясецька Ганна Федорівна
- Секретар ради: Шістка Ганна Іванівна

### Керівний склад попередніх скликань
| Прізвище, ім'я, по батькові | Основні відомості                                                         | Дата обрання | Дата звільнення |
| --------------------------- | ------------------------------------------------------------------------- | ------------ | --------------- |
| Пясецька Ганна Федорівна    | Сільський голова, 1963 року народження                                    | 26.03.2006   | 31.10.2010      |
| П'ясецька Ганна Федорівна   | Сільський голова, 1963 року народження, освіта вища, член Партії регіонів | 31.10.2010   |                 |

Примітка: таблиця складена за даними сайту Верховної Ради України

### Депутати
За результатами місцевих виборів 2010 року депутатами ради стали:

#### За суб'єктами висування
| Суб'єкт висування            | Кількість обраних депутатів | %    |
| ---------------------------- | --------------------------- | ---- |
| Партія регіонів              | 9                           | 64,3 |
| Народна партія               | 2                           | 14,3 |
| Комуністична партія України  | 1                           | 7,1  |
| Самовисування                | 1                           | 7,1  |
| Соціалістична партія України | 1                           | 7,1  |

#### За округами
| № округу                     | Прізвище, ім'я, по батькові    | Дата визнання обраним | Освіта             | Партійна приналежність             | Відомості про обраного депутата                                                 |
| ---------------------------- | ------------------------------ | --------------------- | ------------------ | ---------------------------------- | ------------------------------------------------------------------------------- |
| Комуністична партія України  |                                |                       |                    |                                    |                                                                                 |
| 14                           | Танчук Петро Петрович          | 05.11.2010            | вища               | член Комуністичної партії України  | Зяньковецька загальноосвітня школа, завгосп                                     |
| Народна Партія               |                                |                       |                    |                                    |                                                                                 |
| 9                            | Яцков Олег Васильович          | 05.11.2010            | середня            | член Народної партії               | тимчасово не працює                                                             |
| 12                           | Смолій Ніна Володимирівна      | 05.11.2010            | вища               | позапартійна                       | Фермерське господарство «Пролісок», бухгалтер                                   |
| Партія регіонів              |                                |                       |                    |                                    |                                                                                 |
| 1                            | Ліщишина Інна Іванівна         | 05.11.2010            | вища               | член Партії регіонів               | Зяньковецька амбулаторія загальної практики — сімейної медицини, головний лікар |
| 2                            | Охоцький Андій Леонідович      | 05.11.2010            | вища               | член Партії регіонів               | фермерське господарство «Промінь», агроном                                      |
| 3                            | Багрій Сергій Аркадійович      | 05.11.2010            | вища               | член Партії регіонів               | Зяньковецька загальноосвітня школа, вчитель                                     |
| 6                            | Рак Галина Миколаївна          | 05.11.2010            | вища               | член Партії регіонів               | Фермерське господарство «Пролісок», бухгалтер                                   |
| 7                            | Шістка Ганна Іванівна          | 05.11.2010            | середня            | член Партії регіонів               | Зяньковецька сільська рада, секретар                                            |
| 8                            | Чижак Олена Дмитрівна          | 05.11.2010            | незакінчена вища   | член Партії регіонів               | Зяньковецька бібліотека, зав бібліотекою                                        |
| 10                           | Трасун Віктор Дмитрович        | 05.11.2010            | середня            | член Партії регіонів               | фермерське господарство «ТВД Міраж», голова                                     |
| 11                           | Трачук Володимир Володимирович | 05.11.2010            | середня спеціальна | член Партії регіонів               | СКЛП «Флора», лісник                                                            |
| 13                           | Петренко Михайло Ігорович      | 05.11.2010            | середня            | член Партії регіонів               | Клуб с. Бомково, завідувач                                                      |
| Соціалістична партія України |                                |                       |                    |                                    |                                                                                 |
| 4                            | Коновалова Лариса Аркадіївна   | 05.11.2010            | середня спеціальна | член Соціалістичної партії України | Фермерське господарство «Пролісок», обліковець                                  |
| Самовисування                |                                |                       |                    |                                    |                                                                                 |
| 5                            | Земляков В'ячеслав Пилипович   | 05.11.2010            | вища               | позапартійний                      | ПАТУ, студент                                                                   |